# Базаліївка
Базалі́ївка — село в Україні, у Чкаловській селищній громаді Чугуївського району Харківської області. Населення становить 609 осіб. До 2016 орган місцевого самоврядування — Базаліївська сільська рада.

## Географія
Село Базаліївка знаходиться на лівому березі річки Великий Бурлук, яка через 3 км впадає в річку Сіверський Донець, вище за течією на відстані 4 км розташоване село Василенкове. Русло річки сильно заболочене.
На протилежному березі річки Сіверський Донець розташоване селище Печеніги.

## Історія
Село засноване в 1673 році.

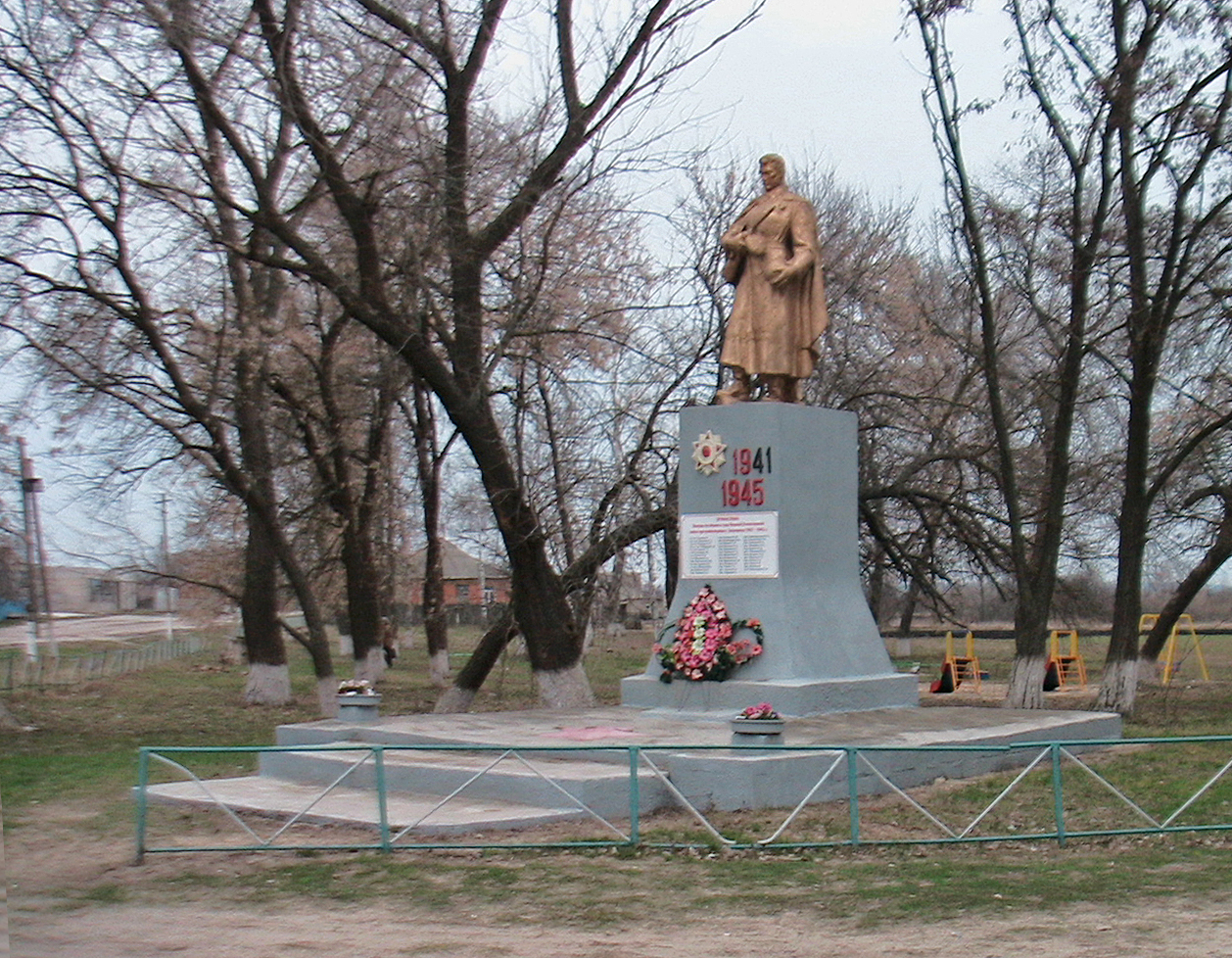
Братська могила радянських воїнів 1941—1945 рр.

За даними на 1864 рік у козачій слободі Новобєлгородської волості Вовчанського повіту мешкало 1613 осіб (798 чоловічої статі та 815 — жіночої), налічувалось 298 дворових господарств, існувала православна церква.
Станом на 1914 рік кількість мешканців зросла до 4298 осіб.
12 червня 2020 року, відповідно до Розпорядження Кабінету Міністрів України № 725-р «Про визначення адміністративних центрів та затвердження територій територіальних громад Харківської області», увійшло до складу Чкаловської селищної громади.
19 липня 2020 року, в результаті адміністративно-територіальної реформи та ліквідації Чугуївського району, село увійшло до складу новоствореного Чугуївського району Харківської області.

## Населення
Згідно з переписом УРСР 1989 року чисельність наявного населення села становила 848 осіб, з яких 392 чоловіки та 456 жінок.
За переписом населення України 2001 року в селі мешкало 677 осіб.

### Мова
Розподіл населення за рідною мовою за даними перепису 2001 року:
| Мова       | Чисельність | Відсоток |
| ---------- | ----------- | -------- |
| українська | 616         | 90,32%   |
| російська  | 62          | 9,09%    |
| інші       | 4           | 0,59%    |
| Усього     | 682         | 100%     |

## Відомі люди

### В селі народилися
- Барвінський Віктор Олександрович — український історик та архівіст доби Розстріляного відродження. Досліджував історію Гетьманщини XVI—XVIII ст., зокрема питання заселення і становища селян до і після Хмельниччини. Учень Дмитра Багалія.[8]
- Криворучко Анатолій Тихонович — Герой України.

## Економіка
- Молочно-товарна ферма.
- ТОВ "Агрофірма «Базаліївський колос».

## Об'єкти соціальної сфери
- Дитячий садок.
- Школа I—III ст.
- Будинок культури.
- Фельдшерсько-акушерський пункт.

## Цікаві факти
- За даними архієпископа Філарета Гумілевського (XIX сторіччя), коло Базаліївки знаходилися п'ять курганів-братів: Бражник, Великий, Безіменний, та ще два розритих кургани.[9]